# 逢沢雪名
逢沢 雪名（おうさわ せつな、5月25日 - ）は、日本の漫画家。岐阜県出身。血液型A型。デビュー作は『魔法の日々』（当時24歳）。

## 作品リスト
全て集英社、マーガレットコミックスから刊行されている。
- 笑顔の行方（2003年5月23日発売[3]、ISBN 4-08-847635-2）
  - 笑顔の行方（『デラックスマーガレット』2003年3月号）
  - ハレルヤ（『別冊マーガレット』2002年12月号）
  - サマー・ホリック（『デラックスマーガレット』2002年9月号）
  - Mighty Mind（『ザ マーガレット』2002年4月号）
  - 魔法の日々（『ザ マーガレット』2001年9月号、デビュー作）
- 陽のあたる場所（2005年10月25日発売[4]、ISBN 4-08-846002-2）
  - 陽のあたる場所（『ザ マーガレット』2005年2月号）
  - 居心地のいい場所（『別マスペシャル』2005年春の増刊号）
  - RUSH（『デラックスマーガレット』2003年9月号）
- Blossoms〜おんなのこ*前線〜[注 1]（2007年10月25日発売[5]、『マーガレット』2007年12号 - 17号、ISBN 978-4-08-846225-7）
- みつげつ（2009年4月24日発売[6]、ISBN 978-4-08-846402-2）
  - みつげつ（『ザ マーガレット』2009年3月号）
  - うそつきディストーション（『マーガレット』2007年2号）
  - Re:BIRTH（『ザ マーガレット』2005年12月号）

### アンソロジー
- その恋、切なすぎて死ぬ。[注 2]（2016年2月25日発売[7]、ザ マーガレットコミックスDIGITAL、全1巻）
  - 終わらない夏休み（『ザ マーガレット』2013年10月号）

### 単行本未収録作品
- N.O.（『ザ マーガレット』2004年8月号）
- RISING（『デラックスマーガレット』2006年7月号）
- Minoritic（『ザ マーガレット』2008年7月号）
- 白い月（『デラックスマーガレット』2009年5月号）
- Progress（『ザ マーガレット』2009年12月号）
- プレイバック投稿時代[注 3]（『別冊マーガレット』2010年3月号）
- チャージ!（『ザ マーガレット』2010年4月号）
- そして きみしかいなくなる（原作：吾妻リナ、『別冊マーガレットSister』2010年10月増刊号）
- あした咲く花（『ザ マーガレット』2010年12月号）
- うらはらガールフレンド（『別冊マーガレットSister』2011年5月増刊号）
- キミがキライ?（『ザ マーガレット』2011年12月号）
- 風花[8]（『別冊マーガレット』2012年1月号別冊ふろく『BETSUMA JAPAN!』）
- なごり雪〜今昔夜伽〜[9]（『bianca』1号（2012年6月増刊号））
- 泡沫の子供〜今昔夜伽〜（『ザ マーガレット』2012年10月号）
- さよなら蜃気楼〜今昔夜伽〜（『ザ マーガレット』2012年12月号）
- センチメンタロジック（『ザ マーガレット』2013年4月号）

## 関連人物
- 真柴ひろみ[10] - アシスタント経験先。
- 森下suu[11][12][13] - アシスタント経験先。